# Ophiorrhiza tenelliflora
Ophiorrhiza tenelliflora är en måreväxtart som beskrevs av Theodoric Valeton. Ophiorrhiza tenelliflora ingår i släktet Ophiorrhiza och familjen måreväxter. Inga underarter finns listade i Catalogue of Life.